# Lotus 34

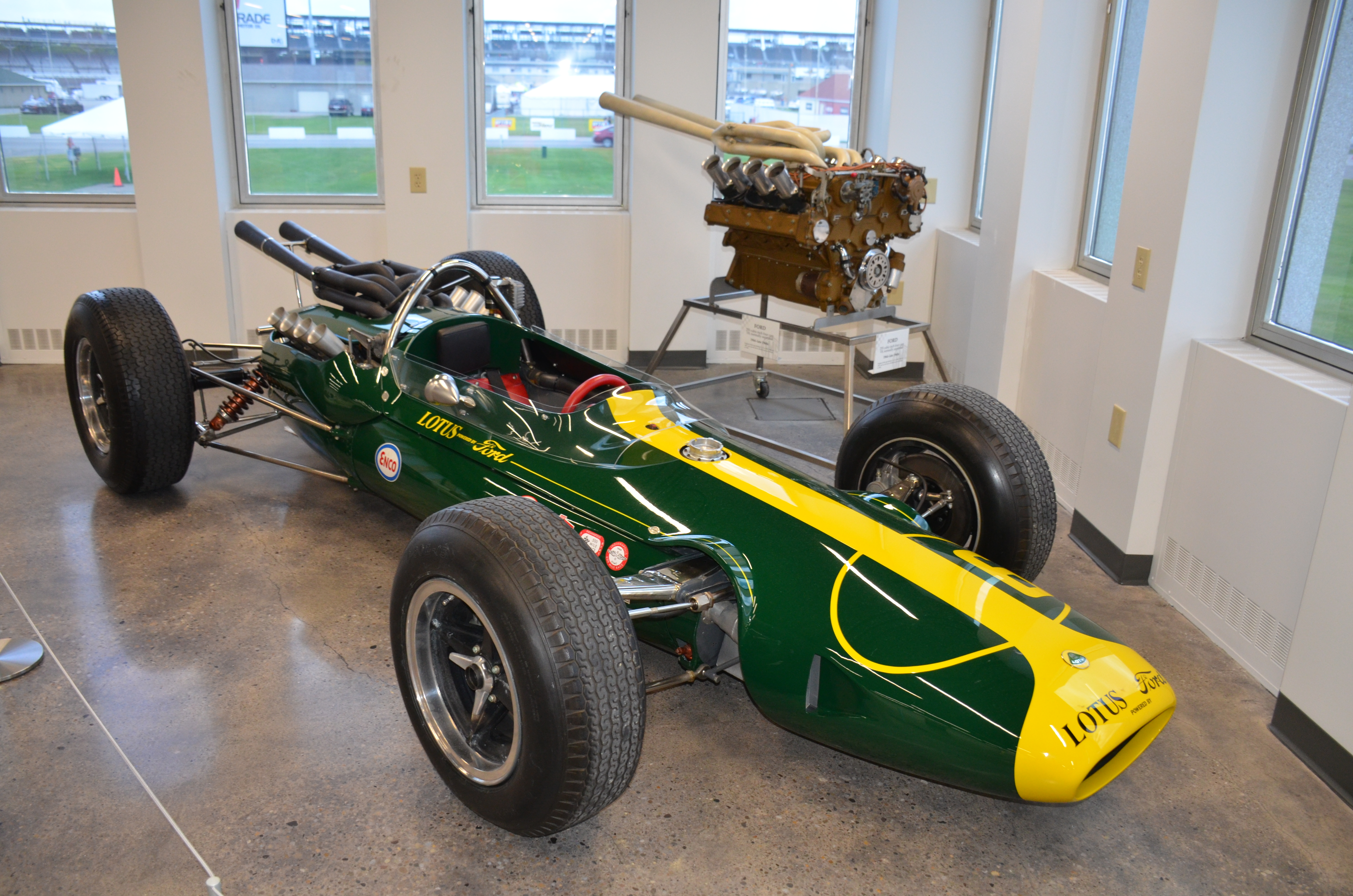
Lotus 34, Einsatzwagen von Jim Clark beim Indianapolis 500 1964

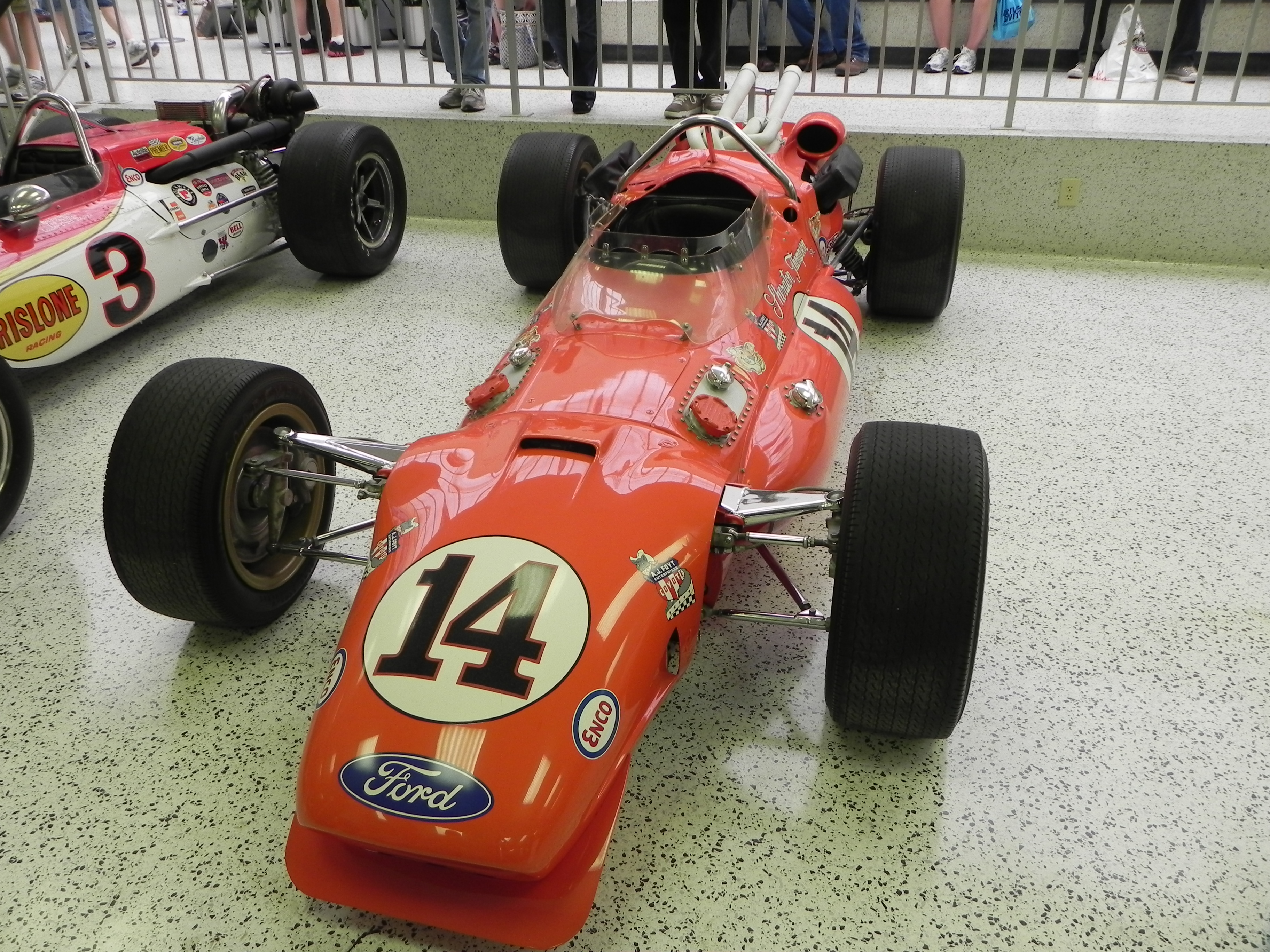
Lotus 34 gebrandet als Coyote, Siegerwagen von A. J. Foyt beim Indianapolis 500 1967

Der Lotus 34 war ein Monoposto-Rennwagen, der 1964 bei Lotus für das 500-Meilen-Rennen von Indianapolis entwickelt wurde und bis 1965 in der USAC-Serie eingesetzt wurde.

## Entwicklungsgeschichte
1964 war das zweite Jahr des Dreijahresvertrags zwischen Lotus und Ford, der die Zusammenarbeit zwischen dem britischen Motorsportteam und dem US-amerikanischen Automobilkonzern definierte. Es war aber auch das zweite Jahr der teilweise problematischen Zusammenarbeit zwischen Colin Chapman und Len Terry. Terry hatte im Vorjahr den Lotus 29 entwickelt, mit dem Jim Clark in Indianapolis den zweiten Platz erreichte, und fühlte sich in seiner Arbeit von Chapman oft behindert. Während Terry bei der Entwicklung des Lotus 29 sehr viel Zeit hatte, musste die Arbeit am neuen Indy-Wagen schnell gehen. Terry entwickelte daher den 29 weiter und verbesserte diesen an einigen Stellen. Wesentlichste Änderung war aber der Motor. Ford hatte ein Aggregat mit vier obenliegenden Nockenwellen entwickelt, mit einer Hilborn-Travern-Benzineinspritzung und geringem Gewicht. Der 4,1-Liter-V8-Motor leistete 410 PS.

## Renngeschichte
Beim 500-Meilen-Rennen fuhr neben Jim Clark, Dan Gurney den zweiten 34. Ursprünglich sollte A. J. Foyt einen dritten Wagen steuern; wegen  vertraglichen Problemen – Foyt hatte einen Vertrag mit dem Reifenlieferanten Firestone, während Lotus vertraglich an Dunlop gebunden war – kam dies nicht zustande. Clark qualifizierte seinen 34 auf der Pole-Position während Gurney von der zweiten Startreihe aus ins Rennen ging.
Clark ging in Führung und behielt diese bis zur zweiten Runde, als es bei der Ausfahrt aus dem Nort-West-Turn zu einem der verhängnisvollsten und fatalsten Unfälle in der Indianapolis-Geschichte kam. In der Folge einer Massenkollision starben die beiden US-amerikanischen Rennfahrer Eddie Sachs und Dave MacDonald. Das Rennen wurde zuerst ab- und dann für 1 ½ Stunden unterbrochen. Nach dem Neustart führte wieder Clark, der nach 47 Runden mit einem Schaden an der Aufhängung ausfiel. Ausgelöst wurde dieser Bruch durch Probleme mit den Reifen, die sich zu rasch abnutzten und für starke Vibrationen sorgten. Der Wagen von Gurney wurde daraufhin aus Sicherheitsgründen aus dem Rennen genommen. Sieger wurde ausgerechnet A. J. Foyt, der einen Frontmotor-Thompson-Offenhauser fuhr.
Den einzigen Sieg 1964 erzielte Parnelli Jones, der beim USAC-Rennen in Milwaukee triumphierte. In Indianapolis 1965 fuhren Jones und Foyt den 34. Foyt führte das Rennen lange an, musste aber aufgeben. Jones wurde hinter Jim Clark Zweiter, der im neuen Lotus 38 siegreich blieb.
1967 gewann A. J. Foyt mit einem als Coyote gebrandeten Lotus-34-Chassis das Indianapolis 500.